# (23650) Čvančara
(23650) Čvančara est un astéroïde de la ceinture principale.

## Description
(23650) Čvančara est un astéroïde de la ceinture principale. Il fut découvert le 7 février 1997 à observatoire Kleť par Miloš Tichý. Il présente une orbite caractérisée par un demi-grand axe de 2,35 UA, une excentricité de 0,09 et une inclinaison de 5,4° par rapport à l'écliptique.

## Compléments